# The Simpsons Skateboarding
The Simpsons Skateboarding is een computerspel gebaseerd op de animatieserie The Simpsons.
Het spel werd ontwikkeld door Code Monkeys en uitgebracht door Fox Interactive/Electronic Arts voor de PlayStation 2 op 13 november 2002.

## Verhaal
Er wordt een skateboardwedstrijd gehouden in Springfield. Verschillende bekende personages uit de serie schrijven zich in voor de wedstrijd en nemen het tegen elkaar op. De wedstrijden vinden op verschillende locaties in en rond Springfield plaats.

## Personages
- Homer
- Marge
- Bart
- Lisa
- Nelson
- Otto
- Professor Frink
- Krusty the Clown
- Chief Wiggum

## Locaties
- Lagere school van Springfield
- Downtown Springfield
- Burns Manor
- Construction Site
- Sir Putt-a-lot's
- Krustylu Studios
- Springfield Mall
- Itchy and Scratchy Land
- Nucleaire centrale van Springfield
- Springfield Gorge

## Ontvangst
Het spel werd met negatieve reacties ontvangen. Vooral de lage graphics, het gebrek aan een plot en skateboardtrucs, kleine gebieden en slechte acteerwerk van de stemacteurs waren punten van kritiek. Op 17 maart 2007 stond het spel op nummer 15 van Game Rankings top 20 van slechtste computerspellen ooit.
Homer Simpson · Marge Simpson · Bart Simpson · Lisa Simpson · Maggie Simpson · Abraham Simpson · Patty en Selma Bouvier · Jacqueline Bouvier · Mona Simpson · Santa's Little Helper · Snowball II · Familie Bouvier
Jasper Beardley · Comic Book Guy · Eddie en Lou · Maude Flanders · Ned Flanders · Professor Frink · Barney Gumble · Julius Hibbert · Lionel Hutz · Eerwaarde Lovejoy · Kapitein Horatio McCallister · Hans Moleman · Bleeding Gums Murphy · Apu Nahasapeemapetilon · Mayor Joe Quimby · Dr. Nick Riviera · Agnes Skinner · Cletus Spuckler · Squeaky Voiced Teen · Disco Stu · Moe Szyslak · Kirk Van Houten · Luann Van Houten · Chief Clancy Wiggum
Gary Chalmers · Rod en Todd Flanders · Jimbo Jones · Kearney · Edna Krabappel · Otto Mann · Nelson Muntz · Martin Prince · Seymour Skinner · Milhouse Van Houten · Ralph Wiggum · Groundskeeper Willie · andere studenten
Montgomery Burns · Carl Carlson · Lenny Leonard · Waylon Smithers
Itchy en Scratchy · Kent Brockman · Krusty de Clown · Troy McClure · Rainier Wolfcastle · Radioactive Man
Snake · Kang & Kodos · Sideshow Bob · Fat Tony
Treehouse of Horror
Bart vs. the World · Bart Simpson's Escape from Camp Deadly · The Simpsons Arcadespel · Bart vs. the Space Mutants · Bart's House of Weirdness ·Bart vs. The Juggernauts · Krusty's Fun House · Bartman Meets Radioactive Man · Bart's Nightmare · The Itchy and Scratchy Game · Virtual Bart · Bart and the Beanstalk · Itchy & Scratchy in Miniature Golf Madness · Cartoon Studio · Virtual Springfield · Night of the Living Treehouse of Horror · Bowling · Wrestling · Road Rage · Skateboarding · Hit & Run · The Simpsons Game · The Simpsons: Tapped Out
The Simpsons · The Simpsons Pinball Party
Strips: Simpsons Comics · Bart Simpson serie · Itchy & Scratchy Comics · Bart Simpson's Treehouse of Horror · Futurama/Simpsons Infinitely Secret Crossover Crisis
Tijdschrift: Simpsons Illustrated
Boeken: Bart Simpson's Guide to Life · Family Album · Library of Wisdom · Complete Guides · Planet Simpson · The Simpsons and Philosophy
Actiefiguurtjes: World of Springfield
The Simpsons Movie
Bankgrap ·
Canyonero · 
D'oh! · 
Duff Beer · 
Schoolbordgrap · 